# ناما (جزیره)
ناما یا نِما نام یک آبخوست در ایالت چوک، ایالات فدرال میکرونزی است.
این آبخوست ۱/۵ کیلومتر درازا و ۰/۵ کیلومتر پهنا دارد و بخشی از جزایر مورتلوک علیا (با نام‌های دیگر جزایر خاوری یا جزایر شرقی) است. این آبخوست در ۶۰ کیلومتری خاور شمال خاوری تالاب چوک و ۱۳ کیلومتری شمال باختری آب‌سنگ حلقوی لوساپ قرار دارد. ناما تراکم جمعیت بالایی دارد. به گونه‌ای که در سال ۲۰۰۰، ۹۹۵ نفر در آن زندگی می‌کردند.

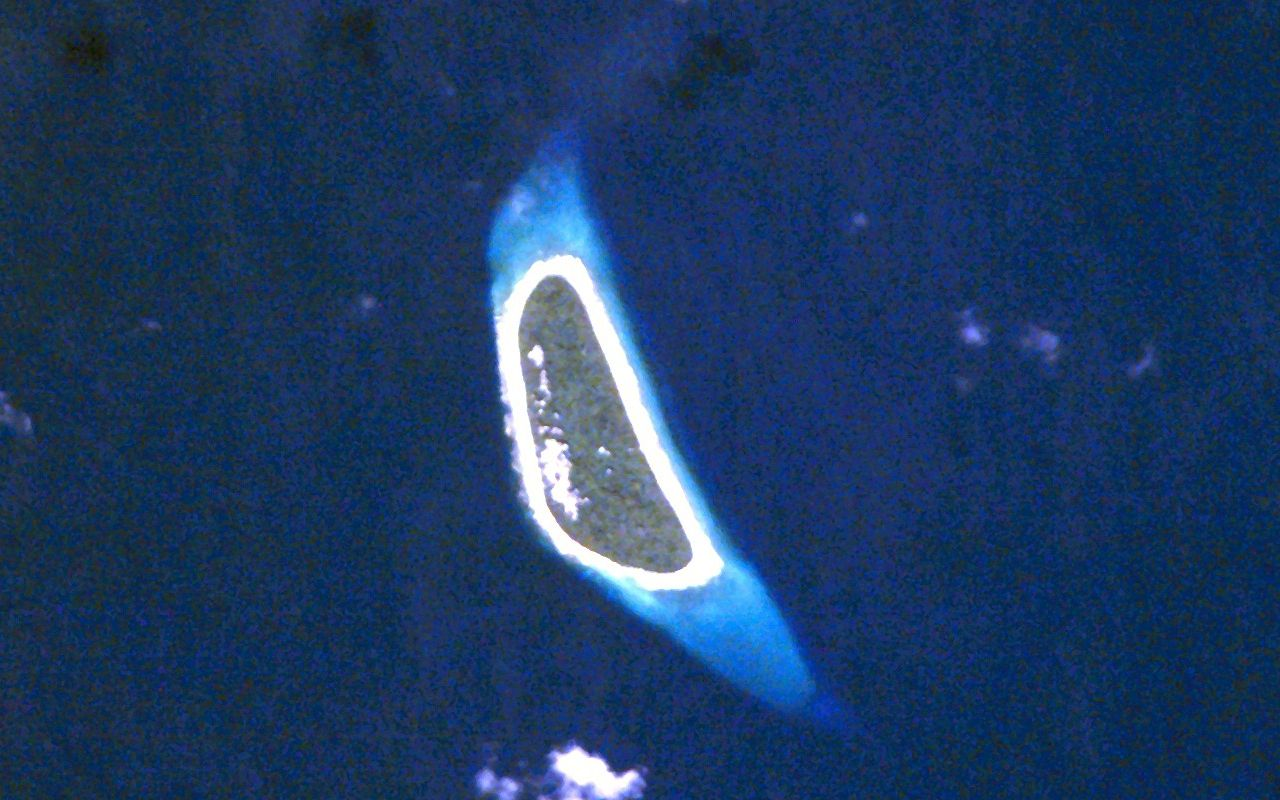
آب‌سنگ حلقوی ناما از دید ماهواره اداره کل ملی هوانوردی و فضا (ناسا)

## آب و هوا
بر پایه سامانه طبقه‌بندی اقلیمی کوپن، ناما، اقلیم موسمی دارد.
| داده‌های اقلیم ناما                | داده‌های اقلیم ناما | داده‌های اقلیم ناما | داده‌های اقلیم ناما | داده‌های اقلیم ناما | داده‌های اقلیم ناما | داده‌های اقلیم ناما | داده‌های اقلیم ناما | داده‌های اقلیم ناما | داده‌های اقلیم ناما | داده‌های اقلیم ناما | داده‌های اقلیم ناما | داده‌های اقلیم ناما | داده‌های اقلیم ناما |
| ماه                               | ژانویه             | فوریه              | مارس               | آوریل              | مه                 | ژوئن               | ژوئیه              | اوت                | سپتامبر            | اکتبر              | نوامبر             | دسامبر             | سال                |
| --------------------------------- | ------------------ | ------------------ | ------------------ | ------------------ | ------------------ | ------------------ | ------------------ | ------------------ | ------------------ | ------------------ | ------------------ | ------------------ | ------------------ |
| میانگین بیش‌ترین °C (°F)           | ۳۲ (۹۰)            | ۳۴ (۹۳)            | ۳۶ (۹۷)            | ۳۷ (۹۹)            | ۳۸ (۱۰۰)           | ۳۹ (۱۰۲)           | ۴۰ (۱۰۴)           | ۳۹ (۱۰۲)           | ۳۸ (۱۰۰)           | ۳۶ (۹۷)            | ۳۵ (۹۵)            | ۳۳ (۹۱)            | ۳۶٫۴۲ (۹۸)         |
| میانگین روزانه °C (°F)            | ۲۹ (۸۴)            | ۳۰ (۸۶)            | ۳۴ (۹۳)            | ۳۴ (۹۳)            | ۳۵ (۹۵)            | ۳۸ (۱۰۰)           | ۳۸ (۱۰۰)           | ۳۷ (۹۹)            | ۳۶ (۹۷)            | ۳۳ (۹۱)            | ۳۲ (۹۰)            | ۲۹ (۸۴)            | ۳۳٫۷۵ (۹۳)         |
| میانگین کم‌ترین °C (°F)            | ۲۶ (۷۹)            | ۲۸ (۸۲)            | ۳۱ (۸۸)            | ۳۲ (۹۰)            | ۳۴ (۹۳)            | ۳۶ (۹۷)            | ۳۶ (۹۷)            | ۳۵ (۹۵)            | ۳۳ (۹۱)            | ۳۰ (۸۶)            | ۲۹ (۸۴)            | ۲۷ (۸۱)            | ۳۱٫۴۲ (۸۹)         |
| بارندگی میلی‌متر (اینچ)            | ۰ (۰)              | ۰٫۱۲ (۰)           | ۱ (۰٫۰۴)           | ۰٫۶۵ (۰٫۰۳)        | ۵۵ (۲٫۱۷)          | ۲۱۸ (۸٫۵۸)         | ۳۲۰ (۱۲٫۶)         | ۱۶۵ (۶٫۵)          | ۲۵ (۰٫۹۸)          | ۲ (۰٫۰۸)           | ۰٫۳۳ (۰٫۰۱)        | ۰٫۱۵ (۰٫۰۱)        | ۷۸۷٫۲۵ (۳۰٫۹۹)     |
| منبع: موسسه ملی هواشناسی میکرونزی |                    |                    |                    |                    |                    |                    |                    |                    |                    |                    |                    |                    |                    |